# برخورددهنده بزرگ الکترون-پوزیترون
برخورددهنده بزرگ الکترون-پوزیترون یکی از بزرگترین شتاب دهنده‌های ذرات بود که تا کنون ساخته شده‌است.
این شتاب‌دهنده در سرن ساخته شد. سرن مرکزی بین‌المللی برای پژوهش‌های فیزیک هسته‌ای و اتمی است که در نزدیکی جنوا در سوییس قرار دارد. برخورددهنده LEP  شکلی مدور با محیط ۲۷ کیلومتر داشت و در تونلی تقریباً در ۱۰۰ متری زیر زمین قرارگرفته بود که از فرانسه و سوییس می‌گذشت. از سال ۱۹۸۹ تا ۲۰۰۰ از این برخورددهنده استفاده می‌شد که سرانجام در نزدیک سال ۲۰۰۱ کنارگذاشته شد تا جا را برای برخورددهنده بزرگ هادرونی (LHC) بازکند که از همان تونل LEP استفاده می‌کند. تا به امروز، LEP قدرتمندترین شتاب‌دهنده ساخته‌شده برای لپتون‌هاست.

## پیش‌زمینه برخورددهنده
LEP یک برخورددهنده لپتونی مدور بود. برخورددهنده‌های نوین را می‌توان به صورت کلی بر اساس شکلشان (مدور و خطی) و نوع ذره‌ای (لپتون و هادرون) که شتاب می‌دهند، دسته‌بندی نمود. لپتون‌ها ذرات نقطه‌ای هستند و نسبتاً سبک هستند. از آنجا که این ذرات نقطه‌ای هستند برخوردهایشان تمیز و قابل اندازه‌گیری دقیق است؛ اما چون سبک هستند انرژی برخوردها هرگز به پای برخوردهای ذرات سنگین‌تر نمی‌رسد. هادرون‌ها ذرات مرکبی (تشکیل شده از کوارک) هستند و نسبتاً سنگین هستند: مثلاً پروتون به عنوان یک هادرون، جرمی ۲۰۰۰ برابر بیشتر از الکترون به عنوان یک لپتون دارد. به خاطر جرم بزرگترشان می‌توان آن‌ها را تا انرژی‌هایی بسیار بالاتر شتاب داد که در مشاهده مستقیم ذرات یا برهم‌کنش‌های جدیدی که توسط نظریه‌های پذیرفته‌شده کنونی پیش‌بینی نشده‌اند، نقشی کلیدی دارد. هرچند که برخوردهای هادرونی بسیار آشفته هستند (مثلاً اغلب تعداد زیادی ردهای بی‌بربط وجود دارد و تعیین انرژی برخوردها چندان سرراست نیست)، و از این رو تحلیل آن‌ها دشوارتر و اندازه‌گیری‌های دقیق دشوارتر است.
شکل برخورددهنده نیز مهم است. برخورددهنده‌های فیزیک ذرات پرانرژی ذرات را در دسته‌هایی جمع می‌کنند و سپس این دسته‌ها را با هم برخورد می‌دهند. هرچند که تنها بخش بسیار کوچکی از این ذرات واقعاً با هم برخورد می‌کنند. در برخورددهنده‌های مدور این دسته‌های ذرات، مسیرهایی تقریباً دایره‌ای را در جهتهای مخالف طی می‌کنند و در نتیجه ممکن است برخورد بارها و بارها تکرار شود. این سبب افزایش نرخ برخوردها می‌شود و کمک می‌کند که داده‌های زیادی جمع‌آوری شود که در اندازه‌گیری دقیق برای مشاهده واپاشی‌های بسیار نادر، اهمیت زیادی دارد. هرچند که انرژی این دسته‌ها توسط افت انرژی ناشی از تابش سینکروترون محدود می‌شود. در برخورددهنده‌های خطی، ذرات در خط مستقیم حرکت می‌کنند و بنابراین با مسئله تابش سینکروترون مواجه نیستند، اما نمی‌توان دسته‌ها را چندین بار با هم برخورد داد و جمع‌آوری مقادیر زیاد داده، دشوارتر است.
LEP به عنوان یک برخورددهنده لپتون مدور بود که برای اندازه‌گیری‌های دقیق برهم‌کنش الکتروضعیف در انرژیهایی که پیش از آن دست نیافتنی بود، بسیار مناسب بود.

## تاریخچه
وقتی که برخورددهنده LEP در اوت ۱۹۸۹ شروع به کار نمود، هردوی الکترون‌ها و پوزیترون‌ها را تا انرژی ۴۵GeV شتاب می‌داد تا امکان تولید بوزون‌های زد که جرمی برابر ۹۱GeV دارند، فراهم شود. بعدها شتاب‌دهنده ارتقا یافت تا اجازه تولید یک جفت بوزون دبلیو را بدهد که هر یک جرمی برابر ۸۰GeV دارند. سرانجام انرژی برخورددهنده LEP در سال ۲۰۰۰ به بالاترین حد آن یعنی ۲۰۹GeV رسید. LEP که فاکتور لورنتز (= انرژی ذره/جرم سکون = ۱۰۴.۵GeV/۰.۵۱۱MeV) آن بیش از ۲۰۰۰۰۰ است، هنوز رکورد سرعت را در بین شتاب دهنده‌های ذرات در اختیار دارد که بسیار نزدیک به سرعت نور است. در پایان سال ۲۰۰۰، LEP تعطیل شد و کنار گذاشته‌شد تا جایی که در تونل اشغال کرده‌بود را برای ساختبرخورددهنده هادرونی بزرگ باز کند.

## عملکرد

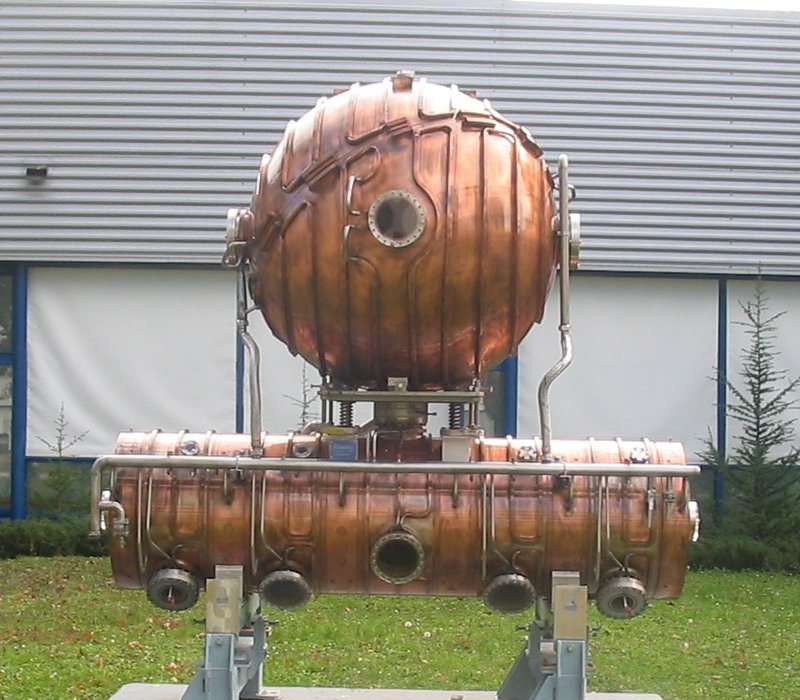
یک حفره آر.اف (حفره بسامد رادیویی یا حفره ریزموج) که امروزه در نمایشگاه موزه میکروکاسم در سرن در معرض نمایش است.

ازابرسینکروترون پروتون (یک برخورددهنده حلقه‌ای قدیمی‌تر) برای شتاب دادن به الکترون‌ها و پوزیترون‌ها تا تقریباً سرعت نور استفاده می‌شد. سپس این ذرات به درون حلقه وارد می‌شوند. همانند سایر برخورددهنده‌های حلقه‌ای، حلقه LEP نیز شامل این بخش‌ها بود : آهنرباهای فراوانی که ذره باردار را وادار به پیمودن مسیر دایره‌ای می‌نمود تا در حلقه باقی بمانند؛ شتاب دهنده‌های آر.اف (شتاب دهنده‌های بسامد رادیویی) که به ذرات با امواج بسامد رادیویی شتاب می‌دهند و چهارقطبیهایی که پرتو ذره را متمرکز می‌کنند(یعنی ذرات را کنار هم نگه می‌دارند). کارکرد شتاب‌دهنده، افزایش انرژی ذرات است تا هنگام برخورد ذرات، امکان به وجود آمدن ذرات سنگین وجود داشته‌باشد. وقتی که این ذرات تا حداکثر سرعت شتاب می‌گیرند، یک دسته الکترون و یک دسته پوزیترون را در یکی از نقاط برخورد آشکارساز با هم برخورد می‌دهند. وقتی الکترون و پوزیترون با هم برخورد می‌کنند، یکدیگر را نابود می‌کنند و یک ذره مجازی از آن‌ها برجای می‌ماند که یا یک فوتون است یا یک بوزون زد. ذره مجازی تقریباً بلافاصله به ذرات بنیادی دیگری واپاشی می‌شود که توسط آشکارسازهای بزرگ ذرات، ردیابی می‌شوند.

## آشکارسازها
برخورددهنده بزرگ الکترون-پوزیترون، چهار آشکارساز داشت، که در اطراف چهار نقطه برخوردی آن در دالان‌های زیرزمینی آن تعبیه شده‌بودند و هرکدام اندازه‌ای در حد یک خانه کوچک داشتند و قادر به ثبت ذرات از طریق انرژی، تکانه و بار آن‌ها بودند و بدین ترتیب به فیزیکدان‌ها این اجازه را می‌داد که واکنش‌های میان ذرات و ذرات بنیادی درگیر در این واکنش‌ها را استنتاج کنند. دانش در موردفیزیک ذرات بنیادی از طریق تحلیل آماری این داده‌ها به دست می‌آید. چهار آشکارساز LEP با نام‌های الف، دلفی، اوپال و L3 شناخته می‌شدند. آن‌ها به شکل‌های متفاوتی ساخته‌شده بودند تا امکانآزمایشهای تکمیلی را فراهم کنند.

### الف
الف (ALEPH) کوتاه شده عبارت انگلیسی« Apparatus for LEP PHysics at CERN» به معنی «دستگاهی برای فیزیک LEP در سرن» است. این آشکارساز جرم بوزون دبلیو و بوزون زد را با خطای یک قسمت در هزار، تعیین نمود. تعداد خانواده‌های ذرات با نوترینوهای سبک را ۰.۰۱۳±۲.۹۸۲ تعیین نمود که با بامدل استاندارد که تعداد ذرات با نوترینوهای سبک آن ۳ است همخوانی دارد.

### دلفی
دلفی (DELPHI) شکل کوتاه شده DEtector with Lepton, Photon and Hadron Identification است.

### اوپال
اوپال شکل کوتاه شده Omni-Purpose Apparatus for LEP است. اوپال یک آشکارساز چندمنظوره بود که برای جمع‌آوری طیف وسیعی از داده‌ها استفاده می‌شد. از داده‌های آن برای اندازه‌گیری‌های دقیق در مورد بوزون زد، و انجام آزمون‌هایی در مورد جزئیات مدل استاندارد استفاده می‌شد. بلاک‌های در شیشه‌ای کالریمتر الکترومغناطیسی بشکه‌ای اوپال در حال حاضر در آزمایش ان‌ای۲۶ در سرن مورد استفاده مجدد قرار گرفته‌اند.

### L3
L3 آزمایش دیگری در LEP بود. آهنربای غول‌پیکر هشت‌وجهی آن در جای خود باقی ماند و بخشی از آزمایش آلیس برخورددهنده بزرگ هادرونی شد.

## نتایج
نتایج آزمایش‌های LEP امکان دستیابی به مقادیر بسیار دقیقی از کمیت‌های مدل استاندارد را فراهم نموده و بدین ترتیب مدل را تأیید کرده و پایه‌ای مستحکم از داده‌های تجربی برای آن فراهم کرد.